# Wave Rock
Wave Rock er en klippe beliggende i det nordvestlige Australien og er et af Australiens mange berømte naturfænomener. 
Wave Rock er en imponerende granitformation, der menes at være omkring 2700 millioner år gammel[kilde mangler]. Den har fået sit navn på grund af et stykke, af klippen, der er 110 meter langt og omkring 15 meter højt, hvor klippen er formet som en perfekt surferbølge. Klippen har taget form gennem de mange år, den har eksisteret. Vind og vejr har slebet den, og formet den, som den ser ud i dag. De mørke fremtoninger på klippens side, skyldes alger, der gror på overfladen af ”bølgen”, og giver den et helt særligt præg.
32°26′38″S 118°53′54″Ø / 32.44389°S 118.89828°Ø